# 1062
El 1062 (MLXII) fou un any comú iniciat en dimarts pertanyent a l'edat mitjana.

## Esdeveniments
- Fundació de Marràqueix
- Càpua cau en mans normandes

## Naixements
- Adelaida de Vermandois, comtessa de Vermadois (m.1120/1124).